# Pajarakan Kulon
Pajarakan Kulon is een bestuurslaag in het regentschap Probolinggo van de provincie Oost-Java, Indonesië. Pajarakan Kulon telt 5043 inwoners (volkstelling 2010).